# Vela Straža
Vela Straža je gradina u blizini Gornjeg Sela na Šolti.

## Opis
Prapovijesna gradina Vela Straža nalazi se u blizini Gornjeg Sela na otoku Šolti. Na njezinom vrhu nalazi se plato s obrambenim zidovima, koji imaju zaštitnu funkciju i pripadaju gradinskom utvrđenju. Obrambeni zidovi građeni su tehnikom suhozida, a na sjevernoj strani kao dio obrambenog zida dijelom je korištena prirodna stijena. Promjer gradine s obrambenim zidovima je oko 100 m. Vela Straža, kako joj i sam naziv govori, bila je važan geostrateški položaj s kojega se u prapovijesti moglo kontrolirati i komunicirati kako s ostalim gradinskim naseljima na otoku, tako i s gradinom Rat kod Ložišća na otoku Braču, te nadzirati oduvijek važan morski prolaz Splitska Vrata. Gradinu su naseljavali Iliri koji za svoja obitavališta odabiru uzvišene brežuljke i brda koja dominiraju nad manjim poljima i proplancima, u ovom slučaju polje u blizini Gornjeg sela. Gradina je vjerojatno bila u funkciji od brončanog do kasnog željeznog doba. Gradina Vela Straža kao i ostala prapovijesna nalazišta gradinskog tipa na otoku Šolti nikada nije bila predmet arheoloških istraživanja, a izostala je i njena valorizacija u stručnim publikacijama. Buduća sistematska arheološka istraživanja gradinskih naselja otoka Šolte važna su za spoznaju o njihovoj tipologiji i morfologiji, prostornoj organizaciji te ostalim aspektima društveno-ekonomskog života prapovijesnog stanovništva otoka Šolte.

## Zaštita
Pod oznakom Z-5802 zavedeno je kao nepokretno kulturno dobro - pojedinačno, pravna statusa zaštićena kulturnog dobra, klasificirano kao "arheološka baština".